# Барчук, Анатолий Трофимович
Анатолий Трофимович Барчук (укр. Анатолій Трохимович Барчук; 16 ноября 1939 года — 7 июня 2015 года) — советский и украинский киноактёр, Заслуженный артист Украинской ССР (1983 год), Народный артист Украины (2007 год).

## Биография
Родился в УССР в селе Бабанка, Уманского района, Черкасской области 16 ноября 1939 года. Его родители были крестьянами.
В 1963 году окончил Киевский институт театрального искусства имени И. К. Карпенко-Карого (актёрский факультет), после чего некоторое время служил актёром в Усть-Каменогорском русском драматическом театре КазССР. С 1966 года работал актёром на Киевской киностудии имени А. Довженко.
Умер 7 июня 2015 года после продолжительной болезни. Похоронен на Байковом кладбище.

## Фильмография
- 1963 — Самый медленный поезд — Николай Петрович, раненый солдат с дочкой Ниночкой
- 1966 — Два года над пропастью — чекист Иван Кудря
- 1967 — На Киевском направлении — Олекса Славута, полковник, военный корреспондент
- 1967 — Большие хлопоты из-за маленького мальчика — актер
- 1968 — Аннычка — Ярослав, батрак у пана Кметя
- 1968 — Беглец из «Янтарного»
- 1969 — Почтовый роман
- 1970 — Мир хижинам — война дворцам — Андрей Иванов
- 1970 — Олеся — Дмитро, лесной сторож, кум Ярмолы
- 1970 — Сады Семирамиды — Алексей
- 1971 — Хлеб и соль — Степан Васильевич
- 1972 — Всадники — летчик Анатолий
- 1972 — Ночной мотоциклист — Дудицкий, следователь
- 1972 — Пропавшая грамота — Иван
- 1973 — Когда человек улыбнулся
- 1973 — Парашюты на деревьях — Наполеон Ридевский
- 1973 — Повесть о женщине
- 1974 — Гуси-лебеди летят — член комиссии
- 1974 — Кто был ничем…
- 1974 — Марина — Коля (сын Афанасия)
- 1974 — Тайна партизанской землянки
- 1975 — Трудные этажи
- 1975 — Как закалялась сталь
- 1975 — Тот станет всем
- 1975 — Я — Водолаз 2 — водолаз
- 1976 — Эквилибрист — член комиссии
- 1977 — Воспоминание…
- 1977 — За пять секунд до катастрофы
- 1977 — Р. В. С. — Сергеев
- 1978 — За все в ответе — Миша Рожко
- 1978 — Подпольный обком действует — Попудренко
- 1979 — Поезд чрезвычайного назначения — Буров
- 1979 — Сцены из семейной жизни
- 1979 — Тяжёлая вода — Игорь Павлович
- 1980 — «Мерседес» уходит от погони — Борзый
- 1981 — Большая короткая жизнь — Федотов
- 1981 — Я — Хортица — Сергей Никифорович Антонов (майор)
- 1982 — Высокий перевал — Калашник
- 1982 — Грачи
- 1982 — Если враг не сдаётся… — Николай Байда
- 1982 — Найди свой дом
- 1983 — Внезапный выброс — Петр Варенкин
- 1983 — Водоворот — Оксен
- 1983 — Карастояновы / Karastoyanov Family / Карастояновы (СССР, Болгария)
- 1984 — Климко — директор училища
- 1983 — Провал операции «Большая медведица» — Малеваный (капитан)
- 1984 — Володькина жизнь — Андрей Плесов
- 1985 — Вина лейтенанта Некрасова — Королёв (конструктор)
- 1985 — Свидание на Млечном пути — майор
- 1985 — Мы обвиняем! — Воробьёв
- 1985 — Поезд вне расписания — начальник диспетчерской службы
- 1986 — Жалоба — Барский Михаил Лукич (главный хирург области)
- 1986 — И в звуках память отзовётся…
- 1986 — Игорь Саввович
- 1987 — Жменяки — Василь
- 1988 — Генеральная репетиция
- 1989 — Сероманец — испугавшийся волка
- 1989 — Небылицы про Ивана
- 1990 — Буйная
- 1990 — Война на западном направлении
- 1990 — Дальше полета стрелы
- 1990 — Допинг для ангелов
- 1990 — Небылицы про Ивана — капрал
- 1990 — Распад
- 1990 — Чёрная долина — Полковник Мурашко
- 1991 — Звезда шерифа — Саливан
- 1991 — Личное оружие — Панкратов
- 1991 — Ниагара
- 1994 — Выкуп
- 1995 — Казнённые рассветы
- 1999 — Поэт и княжна
- 2006 — Сладкие сны
- 2007 — На мосту — Никита (подручный Специалиста)
- 2007 — Русский треугольник — Майор Овчаров
- 2009 — Возвращение Мухтара-5 (77 серия Пластмассовый индеец) — Бегин
- 2009 — Сваты 3 — сват Митяя
- 2009 — Чудо — Петр Валерьянович

## Награды и признание
- Заслуженный артист Украинской ССР (1983 год);
- Народный артист Украины (2007 год)[1].